# Gösta Holmér
Gustaf Richard Mikael Holmér, detto Gösta (Vimmerby, 23 settembre 1891 – Stoccolma, 22 aprile 1983), è stato un multiplista, altista, ostacolista e allenatore di atletica leggera svedese.

## Biografia
Nel 1912 prese parte ai Giochi olimpici di Stoccolma dove non arrivò in finale nel salto in alto, mentre si posizionò ottavo nel pentathlon e quarto nel decathlon. Successivamente alla gara il vincitore Jim Thorpe, fu squalificato per violazione delle regole di partecipazione ai giochi. Nel 1982 il CIO restituì la medaglia d'oro ai discendenti di Thorpe, che da allora risulta primo ex æquo con Hugo Wieslander, lo svedese che in origine si era classificato secondo.
Tra il 1912 e il 1920 fu dieci volte campione nazionale svedese: conquistò cinque titoli nel pentathlon, quattro nel decathlon e uno nei 110 metri ostacoli.
Nel 1920 tornò a gareggiare ai Giochi olimpici di Anversa, arrivando quarto nel decathlon, ma non riuscendo a superare le batterie di qualificazione nei 110 metri ostacoli.
Negli anni 1930, quando era allenatore della squadra svedese di corsa campestre, Holmér sviluppò la tecnica di allenamento del fartlek. La tecnica ebbe subito molto successo e ancora oggi è molto utilizzata sui campi di atletica leggera.
Era il padre di Hans Holmér, comandante della Säkerhetspolisen dal 1970 al 1976, presidente della Svenska Friidrottsförbundet (la federazione svedese di atletica leggera) dal 1981 al 1985 e a capo dell'unità speciale che investigò sull'omicidio del Ministro di Stato svedese Olof Palme nel 1986.

## Palmarès
| Anno | Manifestazione  | Sede      | Evento         | Risultato     | Prestazione | Note  |
| ---- | --------------- | --------- | -------------- | ------------- | ----------- | ----- |
| 1912 | Giochi olimpici | Stoccolma | Salto in alto  | elim. qualif. | 1,60 m      |       |
| 1912 | Giochi olimpici | Stoccolma | Pentathlon     | 8º            | 2716,785 p. |       |
| 1912 | Giochi olimpici | Stoccolma | Decathlon      | Bronzo        | 7347,855 p. | [ 2 ] |
| 1920 | Giochi olimpici | Anversa   | 110 m ostacoli | elim. qualif. | n/d         |       |
| 1920 | Giochi olimpici | Anversa   | Decathlon      | 4º            | 6532,150 p. |       |

## Campionati nazionali
- 1 volta campione svedese dei 110 metri ostacoli (1913)
- 5 volte campione svedese del pentathlon (1912, 1913, 1915, 1917, 1920)
- 4 volte campione svedese del decathlon (1913, 1917, 1918, 1919)